# 山本武 (家庭教師ヒットマンREBORN!)
山本 武（やまもと たけし）は、天野明作の漫画作品『家庭教師ヒットマンREBORN!』に登場する架空の人物。原作では標的4（第4話）から、アニメでは標的1（第1話）から登場する。
担当声優は井上優。舞台版では山本涼介が演じる。

## 人物
沢田綱吉（ツナ）の親友で補習仲間でもある、同じクラスの男子中学生。4月24日生まれの牡牛座でO型。寿司屋を営む山本剛を父に持つ日本人。14歳（中学2年生）時点で、身長177センチメートル、体重63キログラム。並盛中学の野球部員。日課はバッティング場（並盛ボール）通い。将来の夢はプロ野球選手。実家は寿司屋「竹寿司」。好物は寿司。好きな飲み物は牛乳。好きな楽器は和太鼓（キャラクターソング「俺たちのJOY!」のジャケットでは、アコースティックギターを弾く姿も見られる）。ジャンプ誌上の人気投票では、第1回3位→第2回6位（人気キャラ部門）→第3回5位（男性部門）→第4回8位。父親の寿司屋を手伝っており、腕は立つが、他の料理はできないことがアニメでは発覚した。

### 性格
性格は優しく大らかで、相当な天然かつ気楽な性分で、いつも笑顔を絶やさない。そののんびりした挙動の反面、危機的状況では鋭さをのぞかせることもあり、根はかなりの負けず嫌いでもある。人望も非常に厚く、クラスではヒーロー的存在。
運動神経や反射能力は抜群で飲み込みも早く、力を伸ばすための努力も怠らない一方で、独自の感覚的解釈で覚えてしまうために他人への指導は不得手。野球への熱意は人一倍強く、一度野球の動作に入るとたとえ子供の遊びでも加減ができなくなる癖がある。リボーン曰くボンゴレトップの運動神経を持っているとのこと。上記のような性格に加えて野球もうまいため、同じクラスの女子人気は高い。
一度は腕のケガで野球を諦め、飛び降り自殺を図ったこともあったが、死ぬ気状態のツナに命を救われて親友になった（アニメでは球技大会がきっかけで仲良くなっており、自殺未遂の話はカットされている）。ツナとは補習仲間でもあり、学校の成績は芳しくないが、頭は決して悪くなく、やれば出来る。喧嘩も強く、フゥ太の「並盛中ケンカの強さランキング」では2位であった。誰とでも親しく付き合おうとするが、獄寺隼人には一方的にライバル視されており、何かと（一方的な）悶着が絶えない。

### ボンゴレファミリーの一員
身体能力と人望の厚さをリボーンに気に入られ、ボンゴレファミリーの一員として数えられている。半ば巻き込まれる形でマフィアに関わっていくことになるが、明確な説明がなされていないこともあって本人はさっぱり事情を理解しておらず、冗談や遊びだと思っている。リボーンからは「生まれながらの殺し屋」と評価され、スクアーロからは将来性を見込まれ、雲雀からも一目置かれるなど、実力者からの評価は高いが、本人はあくまで野球選手になることを目標にしている。しかし未来編に移り、過去の歴代の雨の守護者に会うと、考えも変わって来ているようだ。
ボンゴレリング争奪戦においても、相変わらず事情はよく分かっていないが、自分がやらなければならない戦いが「遊び」ではないこと、皆で勝つべき大切な戦いであることについては自覚し、理解している。父・山本剛との鍛練で、それまで欠けていた「気迫」を身に付けた。武器は「山本のバット」「時雨金時」といった日本刀で、主に近距離戦闘が得意。
未来編でのリボーンとの修行の後に、アルコバレーノの秘密を教えられているため、他のアルコバレーノたちの内情も理解しているが、リボーンに口止めされているため、未来から帰還した現在でも、虹の呪い編までツナたちにそのことを明かさずにいた。

## 作品の行動

### VS黒曜編
ツナや獄寺らとともに六道骸らのアジトにのりこみ、城島犬と対戦し、勝利を収める。その後、ランチアと交戦し蛇鋼球の原理を解明するが、暴蛇烈覇を受けて気を失い、以降は戦線を離れることとなる。犬と戦った際にツナを守るために左腕を負傷したが、ツナが骸との決着を終えて1カ月後には完治し、秋の公式戦（アニメでは春の大会）に出場することができた。

### VSヴァリアー編
ボンゴレNo.2の権限者である沢田家光によって、ツナを守護する主要ファミリーの証として雨のボンゴレリングの守護者に選ばれる。家庭教師を務めた父から、剣術・時雨蒼燕流（しぐれそうえんりゅう）と、時雨蒼燕流で抜いた時のみ刃を現す（普段の形状は、竹刀）変形刀・時雨金時を継承する。雨の守護者戦では、かつて時雨蒼燕流（山本自身が継承したものとは八の型が異なる分派）の継承者を倒したスクアーロに苦戦を強いられるも、自分で編み出した時雨蒼燕流・九の型「うつし雨」で勝利する。常に峰打ちで戦ったり、敗北したスクアーロを助けようとする行動から、命のやり取りではなくあくまで勝利することだけを念頭においている姿勢が感じ取れる。
大空戦では、他の守護者同様毒を浴びるが、死人がでると風紀が乱れることを理由に雲雀に解毒される。その後、負傷していた雲雀の代わりに他の守護者たちの救出に向かい、獄寺と共にマーモンとベルフェゴールの罠にはめられ絶体絶命だったが、了平に助けられる。ツナが正統後継者に決まったことによって、守護者の証である雨のリングを持つことになる。

### 未来編

#### 10年後の山本
雨の守護者を続けており、スクアーロの技である鮫衝撃（アタッコ・ディ・スクアーロ）を習得しているなどの点から、マフィアに関わっている（さらに、スクアーロとの交流がある）と思われ、マフィアごっこではないことを理解している。しかし、性格などの根本的な部分は、現代の山本と同じである。メジャーリーグを目指していたらしいが、野球を続けているかは不明。顎に古傷ができており、時雨金時によく似た普通の日本刀を、常に背中にかけている。ボンゴレファミリーの二大剣豪の一人として名を馳せており、現代の山本と比べて格段に剣技が上達していると考えられる。また、雨のボンゴレリングは失っているものの、リングや匣は使いこなしている。
10年後に飛ばされた現代のツナと獄寺に、10年後の世界のことを説明する。野猿と交戦し、終始優位に戦いを進めるが、交戦中に現代の山本と入れ替わる。

#### 現代の山本
炎の属性 ： 雨
所持リング ： 雨のボンゴレリング、アニマルリング（次郎、小次郎）
所持匣 ： 雨燕、雨燕Ver.V、渦転斬、雨犬Ver.V
野猿との交戦中に現代の山本と入れ替わり、一緒に10年後に飛ばされてきたランボとハルを庇い、攻撃を受ける。初修行時に、いきなりリングに炎を灯し、皆を驚かせた。ちなみに、炎の色は青。獄寺とともにヒバードの捜索中に、ブラックスペルのγ（ガンマ）と交戦するが、敵の圧倒的な実力の前に敗れる。
怪我から回復した後は、ミルフィオーレファミリー日本支部襲撃に向けて、リボーンから特訓を受け、時雨金時に死ぬ気の炎を灯せるようになり、アニマルタイプの匣「雨燕」も次第に扱うことができるようになった。また、リボーンとの修行を通じ、スクアーロから送られてきた戦いの映像「剣帝への道」などをヒントとして、時雨蒼燕流特式十の型燕特攻（スコントロ・ディ・ローンディネ）を完成させる。この技でリボーンに合格を言い渡され、アルコバレーノの秘密を教えられた。
ミルフィオーレ日本支部突入後は、獄寺・了平らと行動をともにしていたが、入江正一によって基地内の配置が切り替えられた際に、ラルを背負ったまま、はぐれてしまう。その後、幻騎士と遭遇して交戦、時雨蒼燕流を使ってスクアーロの「剣帝への道」のスクアーロからのメッセージをヒントに、一時は互角に応戦するものの、幻騎士の幻術を見破れず敗北を喫する。その後、止めを刺されそうになったところを、10年後の雲雀の乱入によって救われる。
その後、気を失ったまま他メンバーとともに捕らわれ、ツナとの交渉で人質とされたが、入江の告白により事なきを得た。その後、チョイスへの修行に家庭教師としてスクアーロをつけ、そこで期間限定だが、野球を捨て、剣士として生きる覚悟を決めた。
ミルフィオーレファミリーとのチョイスには、ツナ、獄寺、入江、スパナとともに参加。トリカブトの部下・猿として参加していた幻騎士と再戦し、開匣したボンゴレ匣と匣兵器を駆使して優位に戦いを進める。「人殺しじゃない」として止めは刺さなかったが、桔梗の雲桔梗により、幻騎士は死亡してしまう。その後、デイジーを討つべく相手基地ユニットに直行、デイジーを討つことに成功するが、不死身の肉体を持つデイジーの炎は再度点灯し、チョイスに敗北する。
ユニを匿って逃亡するが、ボンゴレ日本支部を突き止められて川平不動産へたどり着く。なお、支部脱出の際には1人残ったスクアーロを心配して残ることを主張したがスクアーロから一蹴され、ザクロの脅威が去った後にはスクアーロを心配して、ビアンキらとともに支部へ引き返した。重傷を負っていたスクアーロを救出した後、GHOSTとの戦いの最中にスクアーロと共に姿を見せる。未来での戦いが終わった後、スクアーロに現代に戻れば再び野球を再開することを告げ、イタリア本部に帰還するスクアーロに礼を言った。

#### アルコバレーノ編
10年前に一時帰還した後、実家に戻り、10年後ではボンゴレ狩りの被害に遭っている父親に孝行する。アルコバレーノの試練にはバイパー、リボーン、ヴェルデの試練に参加した。

#### I世ファミリー編
コロネロが、家庭教師に就任する。ファミリーで最初に試験を受け、並盛神社で雨月と戦い優位に立っていたものの、雨月の真意が見抜けず、割って入ったコロネロを負傷させた上に、再試験を言い渡されしまう。コロネロや父の励ましもあり、デイジーを打ち取れなかったことを悔やみ、戦いを焦っていたことに気づく。再戦時には雨月の真意を見破り、刀を引いたことで、継承を認められた。霧の試験では、単独で自らの幻影と戦い、自身の信念に合わないことで刀を振ることはないと言った。

### 継承式編
転校してきたシモンファミリーの水野薫が野球部を訪れた際、声をかけて部員に誘った。水野の上がり症を治そうとしたり、一緒にキャッチボールをしたり何かと親切に接するが、シモンファミリーの計画とシモンリングを見てしまったために、薫から不意打ちを受けて、身体を貫く瀕死の重傷を負う。
継承式では山本の不在を隠すため、クローム髑髏が生成した幻覚の山本武が同行することとなった。医者の見立てでは、もう二度と歩けないと言われた。
しかし、その数日後に病室に現れた白蘭の手により回復し、VGの原石を「雨のネックレス Ver.X」に進化させ、薫のピンチを救う。そして、特式十二の型によりD・スペードを追いつめることに成功するも、病み上がりであるため、追跡は断念せざるを得なくなった。
D・スペードの退り際に、洗脳されたクロームに霧のVGの原石を渡し、ツナたちからこれまでの経緯を聞き、山本もツナたちに白蘭のことを話した。新生デイモン誕生後すぐに、ツナたちをかばい幻覚空間に閉じこめられた。D・スペードを倒した後、幻覚空間から解放された。

## 技・使用武器など
山本のバット
リボーンが山本のためにボンゴレ企画開発部に発注していた「打の武器」。普段は野球バット型の望遠鏡だが、ヘッドスピードが時速300kmを越えると日本刀に変形する特殊なバット。スペアあり。実は、刀の鍔の部分には燕の刻印が模られている。命名はリボーン。
マイクロハンマー
リボーンが山本のためにボンゴレ企画開発部に発注していた岩をも砕く「投の武器」。リボーンの手の平サイズで野球ボールの形をしている。投球すると瞬時に周りから無数の棘が突出し、目標物にぶつかった瞬間爆発する。
山本のバットとともに一度登場して以来、出番のない武器。
時雨金時（しぐれきんとき）
普段は鋼鉄製の竹刀だが、時雨蒼燕流で抜いた時のみ刀身がつぶれて真剣に変形する、特殊な日本刀。時雨蒼燕流継承者が代々受け継いできた。
なお10年後の山本は、使っていた雨系リングとは相性が悪く、使用していなかった。
時雨蒼燕流（しぐれそうえんりゅう）
戦国の時代に生み出された、殺しの剣技。継承者は自ら「最強」を謳い、それを狙う刺客から守り抜くことを宿命付けられる。ゆえに、才能のある継承者が途絶えたときは失われる危険性もあることから、「滅びの剣」と例えられる。複数の弟子が継承することも可能であるが、師が弟子に型を教えるのは1度きりという掟が存在する。また、継承者が型を1つずつ開発することが最終試練であり、同じ「時雨蒼燕流」を名乗るものの型が異なる分派が複数存在する。
山本武は分派の1つを父・剛から継承しており、9代目である。継承時点で型の内訳は攻守ともに4種ずつで、十・十一の型以外は全て雨の降り方の呼び名に由来している。
- 一の型 車軸の雨 - 攻式。刀を両手で持ち突進し相手を突く。車軸の雨とは、雨脚が強い大粒の雨のこと。
- 二の型 逆巻く雨 - 守式。刀で水を巻き上げて姿を隠し、体をかがめることにより攻撃をかわす。
- 三の型 遣らずの雨 - 攻式。刀を手以外で操る奇襲技。
- 四の型 五風十雨 - 守式。相手の呼吸に合わせて攻撃をかわす。
- 五の型 五月雨 - 攻式。通常の剣術で言うところの中斬りを放ちながら刀を素早く持ち替え、相手の守りのタイミングを狂わせる変幻自在の斬撃を放つ。
- 六の型 - 作中で登場していないが、内訳から守式。
- 七の型 繁吹き雨 - 守式。刀で水を回転するように巻き上げ攻撃を防ぐ。
- 八の型
  - 篠突く雨 - 攻式。山本剛が友を助けるために開発した型。相手の懐に飛び込み鋭い斬撃で突き上げる。なお、継承の際はまったく異なる描写がなされている。
  - 秋雨 - 攻式。スクアーロに敗れた八代目継承者（七の型までは山本父と同じものを継承）が開発した技。技の入りは篠突く雨と同じ。

- 九の型 うつし雨 - 攻式。山本が雨の守護者を決める闘いで開発した型。逆巻く雨の応用で、巻き上げた水に自らの姿を映して相手の注意を引き、その隙を突く。
- 十の型 燕特攻（スコントロ・ディ・ローンディネ） - 特式。10年後の世界で、山本がスクアーロの100番勝負のDVDを見て生み出した型。鮫特攻（スコントロ・ディ・スクアーロ）をヒントにしており、技の入りも同じ。匣の雨燕を前衛に構え、水をえぐるように巻き上げながら突進する。
- 十一の型 燕の嘴（ベッカタ・ディ・ローンディネ） - 特式。10年後の世界で、山本がスクアーロの100番勝負のDVDを見て生み出した型。スクアーロの鮫の牙（ザンナ・ディ・スクアーロ）に酷似。雨の炎を纏った時雨金時で、連続で鋭い突きを放つ。
- 十二の型 左太刀・霧雨 右太刀・斬雨 - 特式。VGを入手したことで得た新しい型。左太刀「霧雨」によって嗅ぎ分けた敵を、右太刀「斬雨」で捉える対幻覚奥儀。
- 総集奥義 時雨之化 - 全てのまとめの型。変則四刀と時雨蒼燕流を使い、相手の攻撃全てに沈静の効果を持つ雨の炎を当てることで、攻撃のスピードを停止に近づけることが出来る。

鮫衝撃（アタッコ・ディ・スクアーロ）
元来はスクアーロの技だが、10年後の世界では10年後の山本も使用しており、後に現代の山本も会得している。渾身の一撃を衝撃波にかえて相手の神経を麻痺させる衝撃剣。その衝撃波は素手を金属バットで殴られるより強力。現代の山本は、雨属性の死ぬ気の炎を注入した強化版にしている。
匣（ボックス）兵器
渦転斬（カテンザ）
大量の水を噴出して水のバリアを張り、相手の炎の攻撃を打ち消すことができる。

雨燕（ローンディネ・ディ・ピオッジャ）
雨の炎を纏ったツバメを出す匣兵器。雨の炎の鎮静作用は相手の炎を弱体化するため、攻撃防御ともに有効。また、大気中の水分で雨を降らすこともできる。高速飛行ができ、力以外の能力は全て高いため、極めて高度な三次元戦闘能力を秘めた匣兵器である。現代の山本は「燕特攻」の技の入りの際に、この匣を前衛に配置して威力を上げている。10年後の山本は「蒼燕」と呼んでいた。

雨燕Ver.V（ローンディネ・ディ・ピオッジャ バージョンボンゴレ）
雨属性のボンゴレ匣。通常の「雨燕」の匣兵器を、ボンゴレの最新技術によって改造したもの。基本的な性能に変化はない。山本はこの匣兵器を「燕返し」で有名な佐々木小次郎から名づけて、「小次郎」と呼んでいる。

雨犬Ver.V（カーネ・ディ・ピオッジャ バージョンボンゴレ）
雨属性のボンゴレ匣。通常の「雨犬」の匣兵器を、ボンゴレの最新技術によって改造したもの。現時点での戦闘力は高くはなく、雨属性の小刀3本を運搬するのが主な仕事である。山本は、この匣兵器を樺太犬のジロから名づけて、「次郎」と呼んでいる。3本の小刀は雨属性の炎を纏うことで巨大化し、またその炎圧を利用しての飛翔や急加速が可能となっている。

朝利雨月の変則四刀（あさりうげつのへんそくよんとう）
雨燕Ver.Vが時雨金時と合体して形態変化した長刀と、雨犬Ver.Vが運搬する小刀3本を使う四刀流の剣術。時雨蒼燕流の型を最大限に強化するほか、「時雨之化」などオリジナルの型も存在する。

ボンゴレギア「雨のネックレスVer.X」
白蘭の手で回復した直後に、ギア化した。通常は次郎の顔をあしらったネックレスになっているが、形態変化することで和服を身にまとい、二刀流の刀で戦う。
左手の刀「次郎」は斬撃が通った空間を正確に嗅ぎ分ける能力を持っており、右手の刀「小次郎」は山本がイメージする太刀筋に同調して正確な斬撃を放つ。